# Quan Huilin
Quan Huilin (chiń. 泉慧琳; ur. 20 listopada 1995 r.) – chińska narciarka dowolna, specjalistka w skokach akrobatycznych. W 2015 roku wystartowała na mistrzostwach świata w Kreischbergu, gdzie zajęła dziewiąte miejsce w skokach akrobatycznych. Nie startowała na igrzyskach olimpijskich. Najlepsze wyniki w Pucharze Świata osiągnęła w sezonie 2015/2016, kiedy to zajęła 32. miejsce w klasyfikacji generalnej, a w klasyfikacji skoków akrobatycznych zajęła 12. miejsce.

## Osiągnięcia

### Mistrzostwa świata
| Miejsce | Dzień       | Rok  | Miejscowość | Konkurencja        | Zwycięzca  |
| ------- | ----------- | ---- | ----------- | ------------------ | ---------- |
| 9.      | 15 stycznia | 2015 | Kreischberg | Skoki akrobatyczne | Laura Peel |

## Puchar Świata

### Miejsca w klasyfikacji generalnej
- sezon 2012/2013: 159.
- sezon 2013/2014: 115.
- sezon 2014/2015: 42.
- sezon 2015/2016: 32.

### Miejsca na podium w zawodach
1. Pekin – 20 grudnia 2015 (skoki akrobatyczne) – 3. miejsce